# Oscar Núñez (actor argentino)
Oscar Núñez (Buenos Aires, 9 de junio de 1929 - Buenos Aires, 9 de febrero de 2012) fue un actor argentino. Era conocido también como El Flaco Núñez. Actuó en Buena vida (Delivery), Camila, Nueve reinas y Un novio para mi mujer, entre otros filmes. Trabajó también en varias telenovelas, como Alma Pirata, Soy gitano, El Deseo, Contra las cuerdas, y Todos contra Juan. Además, se desempeñó como actor teatral.

## Filmografía
- Mucho gusto (2011) (cortometraje)
- La verdad sobre el caso Lisandro Carrillo (2010)
- Los ángeles (2009) .... Mendoza
- Cuestión de principios (2009) .... Angelito
- El hombre que corría tras el viento (2009) .... Lobo
- Era un ángel (2008) (cortometraje)
- Un novio para mi mujer (2008)
- Clarisa ya tiene un muerto o A los ojos de Dios (2008 en España) .... Predicador
- Clavel de otoño (2007) (cortometraje)
- Camino a la gloria (2006) .... Conserje de vestuario
- La muerte del padre (2005) (cortometraje)
- La puta y la ballena (2004) .... El pibe Pedro
- Buena vida (Delivery) (2004) .... Venancio
- Océano (2003) (cortometraje) .... Noé
- Sudeste (2001)
- La muerte del padre (2001) (cortometraje)
- Nueve reinas (2000) .... Sandler
- Mala época (1998) .... Flaco
- Vivir mata (1991) ... Senador
- Después de la tormenta (1990)
- Tacos altos (1985)
- Camila (1984)
- Abierto día y noche (1981)
- La Nona (1979)

## Televisión
- Contra las cuerdas (2010) Serie .... Nievas
- Todos contra Juan 2 (2010) Serie .... Enzo Perugia
- Todos contra Juan (2008) Serie .... Enzo Perugia
- Alma pirata (2006) Serie .... Don Pepe (Abuelo)
- Casados con hijos (2005) (comedia de situaciones) .... Dueño del hotel en 'Mar de las Pompas'
- Amor en custodia (telenovela argentina) (2005) Serie .... Don Ignacio
- El Deseo (2004) Serie .... Don Almeida (Abuelo)
- Soy gitano (2003) Serie .... Cristóbal (1 episodio)
- El sodero de mi vida (2001) Serie .... Nono
- Culpables (2001) Serie .... (1 episodio)
- Calientes (2000) Serie
- Tiempos de serenata (1981) (película para televisión)

## Intérprete teatral
- Buscado
- Negociemos
- Don Chicho
- Considera esto

## Videoclips
- Con la banda Bersuit Vergarabat "La soledad" (2004)